# Pra Premier
 (février 2019).
Si vous disposez d'ouvrages ou d'articles de référence ou si vous connaissez des sites web de qualité traitant du thème abordé ici, merci de compléter l'article en donnant les références utiles à sa vérifiabilité et en les liant à la section « Notes et références ».

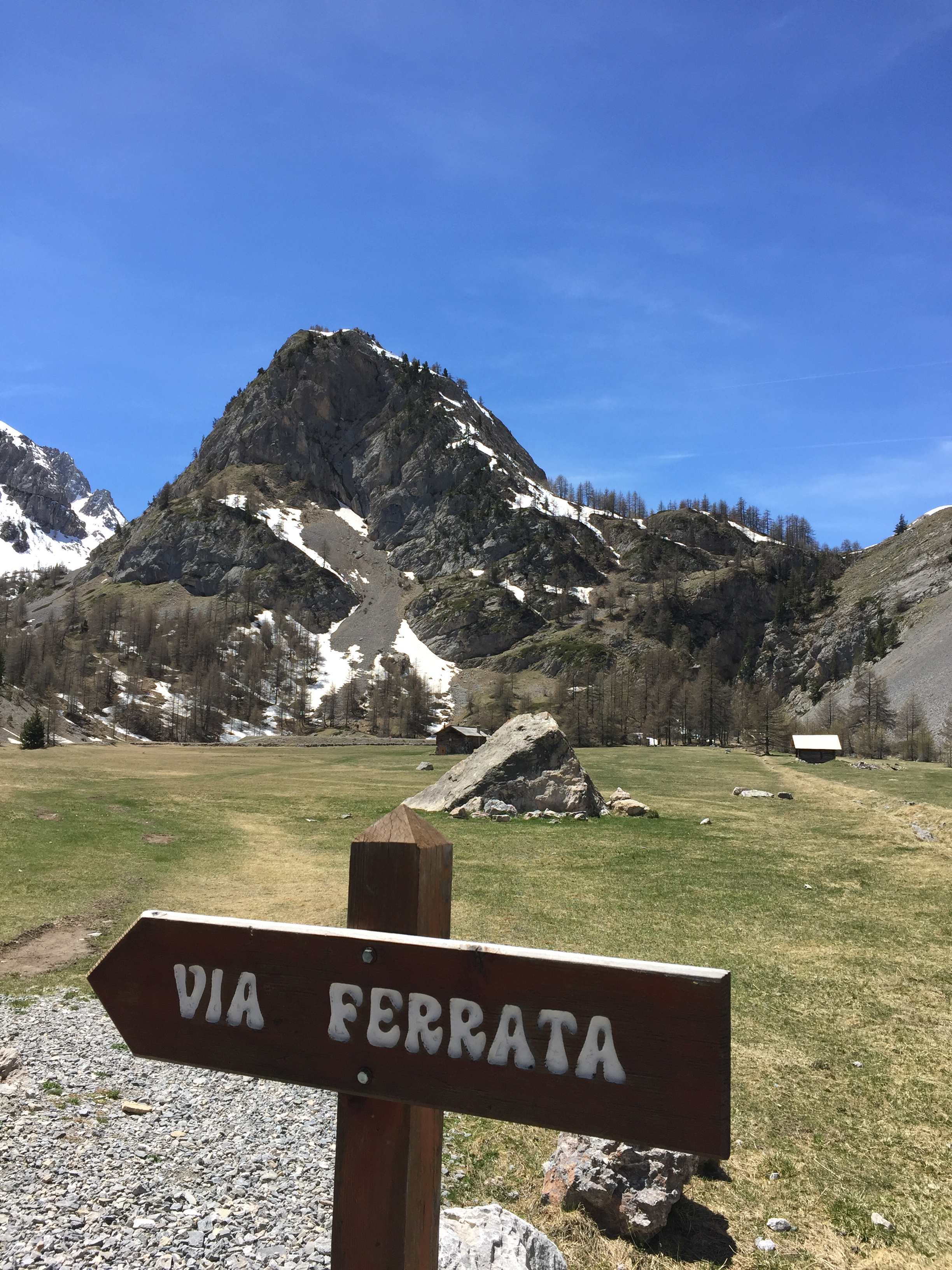
Vue depuis le nord.

Pra Premier est un pré de 35 000 m2 au milieu des montagnes, au-dessus de la vallée d'Arvieux dans le parc naturel régional du Queyras, sur le GR5 entre Briançon et Arvieux.

## Histoire
À l'origine il s'agit d'un lac glaciaire. Comblé progressivement par des alluvions puis endigué vers les XVIIIe ou XIXe siècles afin de l'assécher complètement et d'en faire un pré de fauche, Pra Premier devient cet immense plat surprenant entouré de roches verticales que l'on connaît aujourd'hui.
Sur ce grand pré se trouvent deux anciens chalets. Jusque dans les années 50 les habitants du village de Brunissard montaient leur bétail en alpage une fois les beaux jours revenus, Pra Premier servait alors de premier pré de pâture avant de rejoindre les chalets de Clapeyto et de l'Eychaillon situés au-dessus, d'où son nom (pra en patois signifiant « pré »).
Avec l'arrivée du tourisme dans les années 1950, le pastoralisme disparaît et les chalets de Pra Premier, l'Eychaillon et Clapeyto sont abandonnés avant d'être progressivement restaurés à partir des années 1990 en tant que chalets de loisirs/vacances.

## Randonnée, escalade et via ferrata

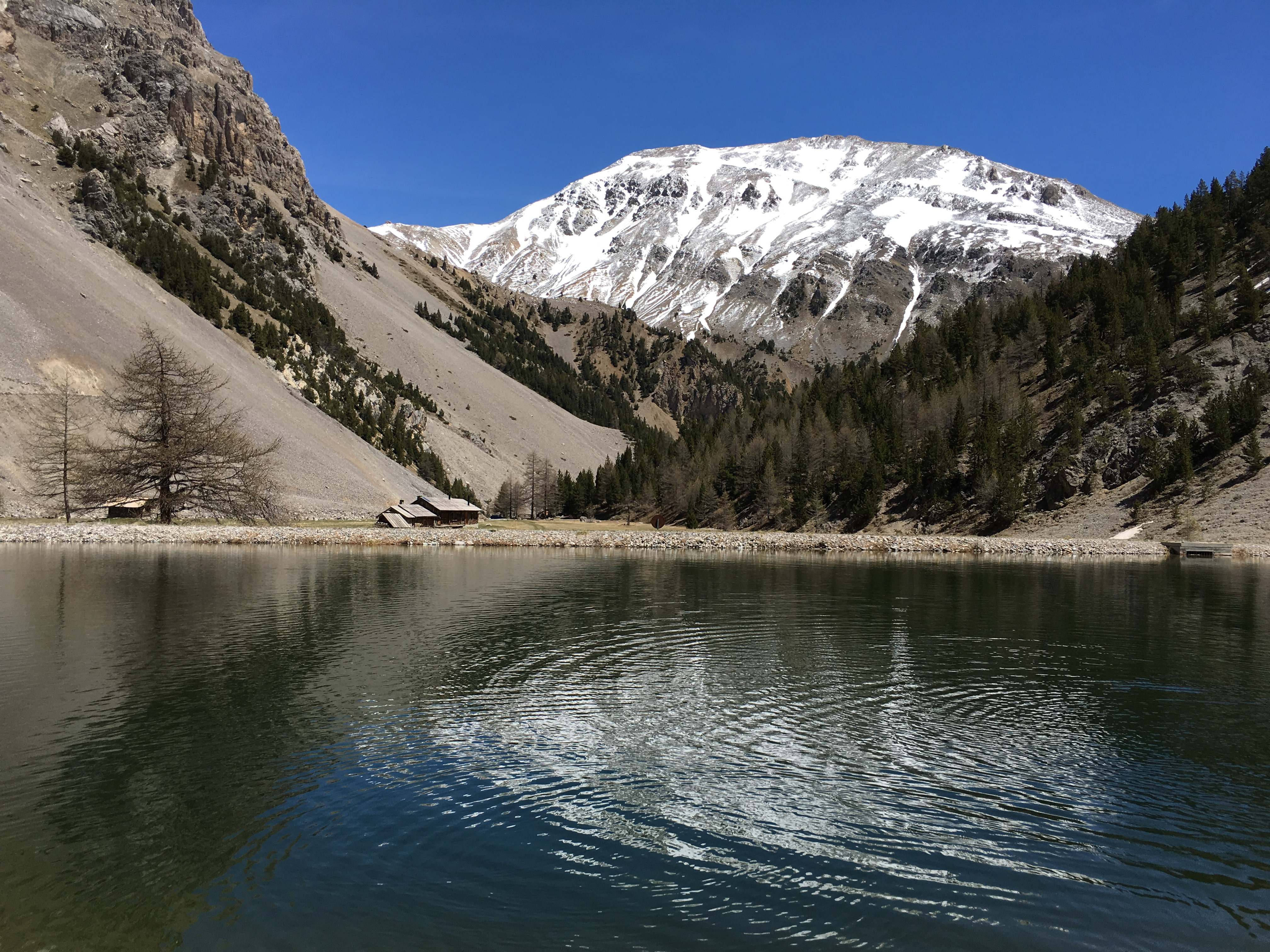
Pra Premier vu depuis le pied de la via ferrata

Aujourd'hui Pra Premier est le point de départ de nombreuses balades et randonnées (été comme hiver) autour des chalets de Clapeyto ainsi qu'un lieu de passage du GR5 reliant la mer du Nord à la mer Méditerranée en passant par les Alpes.
Depuis les années 2000, de nombreuses voies d'escalades sont ouvertes sur trois secteurs autour de Pra Premier, allant du 3c au 8b, notamment sur la falaise de Beaudouis au Nord qui compte également huit grandes voies à ce jour (du 6a au 8b).
On y trouve également deux via ferrata : Combe la Roche et Pra Premier. La seconde partant de Pra Premier pour grimper sur un rocher culminant le pré à 2 279 m d'altitude.